# Лединки (Ленинградская область)
Лединки — деревня в Осьминском сельском поселении Лужского района Ленинградской области.

## История
Впервые упоминается в писцовых книгах Шелонской пятины 1571 года, как деревня Лядина — 1½ обжи в Бельском погосте Новгородского уезда.
Деревня Лединки и близ неё Дом Кернера (Мастера стеклянных вещей) обозначены на карте Санкт-Петербургской губернии Ф. Ф. Шуберта 1834 года.

ЛЯДИНКИ — деревня, принадлежит: губернской секретарше Александре Хвостовой, число жителей по ревизии: 4 м. п., 5 ж. п.

коллежской регистраторше Надежде Невской, число жителей по ревизии: 4 м. п., 5 ж. п.

прапорщице Прасковье Глотовой, число жителей по ревизии: 1 м. п., 2 ж. п.

прапорщику Василию Вешенскому, число жителей по ревизии: 6 м. п., 7 ж. п. (1838 год)

Как деревня Гединки и близ неё дом мастера она отмечена на карте профессора С. С. Куторги 1852 года.

ЛЕДИНКИ — деревня господина Глотова, по просёлочной дороге, число дворов — 1, число душ — 10 м. п. (1856 год)

ЛЯДИНКИ — деревня владельческая при ключе, число дворов — 6, число жителей: 22 м. п., 24 ж. п. (1862 год)

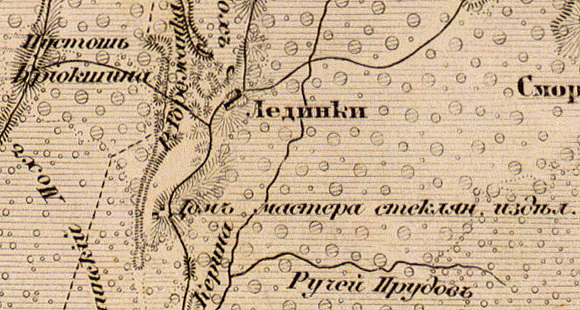
Деревня Лединки на карте 1863 года

Согласно карте из «Исторического атласа Санкт-Петербургской Губернии» 1863 года деревня называлась Лединки, близ деревни находился дом мастера стеклянных изделий.
В 1868 году временнообязанные крестьяне деревни выкупили свои земельные наделы у А. Ф. Тиран и В. Н. Скобельцына и стали собственниками земли.
Согласно материалам по статистике народного хозяйства Лужского уезда 1891 года, имение при селении Лядинки площадью 19 десятин принадлежало крестьянину Гдовской губернии П. Д. Ветрову, имение было приобретено в 1888 году за 575 рублей; кроме того пустошь Лединки площадью 230 десятин принадлежала крестьянину Псковской губернии И. Богданову и остзейскому уроженцу П. Ф. Юхкаму, пустошь была приобретена в 1889 году за 3000 рублей.
В XIX — начале XX века, деревня административно относилась к Бельско-Сяберской волости 4-го земского участка 2-го стана Лужского уезда Санкт-Петербургской губернии.
По данным «Памятной книжки Санкт-Петербургской губернии» за 1905 год деревня состояла из двух частей: Лядинки и Лядинки-Горка, и входила в Сабицкое сельское общество, 1067 десятин земли в Лядинках принадлежали дворянину Михаилу Ивановичу Глотову.
С 1917 по 1927 год деревня Лединки входила в состав Лединского за Сабой сельсовета Бельско-Сяберской волости Лужского уезда.

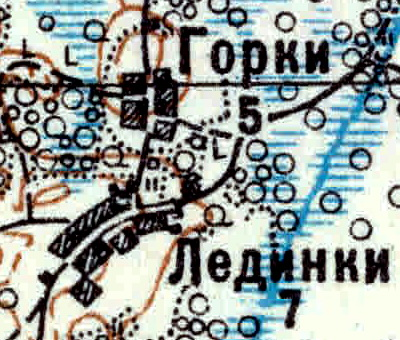
Деревня Лединки карте 1926 года

Согласно топографической карте 1926 года деревня называлась Лединки и насчитывала 7 крестьянских дворов, Лединки-Горки — 5.
С 1927 года, в составе Лединского сельсовета Осьминского района.
С 1928 года, в составе Сара-Горского сельсовета. В 1928 году население деревни Лединки составляло 168 человек.
По данным 1933 года деревня называлась Лединка и входила в состав Сарагорского сельсовета Осьминского района.
C 1 августа 1941 года по 31 января 1944 года деревня находилась в оккупации.
С 1961 года, в составе Сланцевского района.
С 1963 года, в составе Осьминского сельсовета Лужского района.
В 1965 году население деревни Лединки составляло 176 человек.
По данным 1966, 1973 и 1990 годов деревня называлась Лединки и входила в состав Осьминского сельсовета Лужского района.
По данным 1997 года в деревне Лединки Осьминской волости проживали 4 человека, в 2002 году — 5 человек (русские — 80 %).
В 2007 году в деревне Лединки Осьминского СП проживали 5 человек.

## География
Деревня расположена в северо-западной части района близ автодороги 41К-145 (Ретюнь — Сара-Лог).
Расстояние до административного центра поселения — 12 км.
Расстояние до ближайшей железнодорожной станции Молосковицы — 70 км.
Деревня находится на правом берегу реки Керина.

## Демография
| 1838 | 1862 | 1928 | 1965 | 1997 | 2007 | 2010 |
| ---- | ---- | ---- | ---- | ---- | ---- | ---- |
| 34   | ↗46  | ↗168 | ↗176 | ↘4   | ↗5   | →5   |
| 2017 |      |      |      |      |      |      |
| →5   |      |      |      |      |      |      |

## Улицы
Лесная.